# ACF Fiorentina
ACF Fiorentina is een Italiaanse voetbalclub, die speelt in het Stadio Artemio Franchi in Florence (Firenze). De traditionele kleuren van de club waren rood en wit, maar in 1928 werden deze veranderd in paars en wit. Paars is de hoofdkleur van Fiorentina. De spelers worden daarom ook "La Viola" (de paarsen) genoemd.

## Geschiedenis
AC Fiorentina werd opgericht op 29 augustus 1926 door de fusie tussen Libertas en CS Firenze. De eerste prijs die de club binnenhaalde was de Coppa Italia in het seizoen 1939/40. De eerste scudetto (landstitel) werd in het seizoen 1955/56 binnengehaald. Een van de sterspelers uit dat seizoen was de Braziliaan Julinho, die in 1996 werd uitgeroepen tot beste speler uit de clubgeschiedenis. Het jaar erop haalde het de finale van de Europacup I, die ze verloren van Real Madrid. Rond deze tijd was de club erg succesvol, het won in het seizoen 1960/61 nog een Coppa Italia en ook de allereerste Europacup II in de geschiedenis werd binnengehaald in een finale tegen Glasgow Rangers. Ook in het seizoen daarna haalde het nogmaals de finale van de Europacup II.
Daarna won de club ook in het seizoen 1965/66 nogmaals de Coppa Italia en in 1968/1969 de landstitel, maar daarna was de club niet erg succesvol meer. Fiorentina degradeerde zelfs naar de Serie B, maar al na één seizoen (1993/94) onder leiding van trainer-coach Claudio Ranieri keerde de club alweer terug naar de Serie A. In de seizoenen 1995/96 en 2000/2001 won het weer de Coppa Italia.
Halverwege 2001 werd bekend dat de financiële situatie van de club erg slecht was. Zo slecht zelfs dat de lonen van de spelers niet meer konden worden betaald. Ondanks een financiële injectie van de eigenaar, Vittorio Cecchi Gori, werd de club in de zomer van 2002 bankroet verklaard. De complete inboedel van de club, inclusief gewonnen bekers en zelfs de rechten op de naam Fiorentina, moest worden verkocht.
In 2002 maakte de club onder de naam Florentia Viola een herstart in de Serie C2, de onderste Italiaanse professionele divisie. Onder de nieuwe eigenaar, Diego Della Valle, werd de regionale sectie van de Serie C2 makkelijk gewonnen, ondanks de uittocht van spelers en de bijbehorende intocht aan nieuwe spelers. Normaal gesproken zou dit hebben geleid tot een promotie naar de Serie C1, maar door een betwiste beslissing van de Italiaanse voetbal federatie werd de Serie B uitgebreid van 20 naar 24 teams. Florentia Viola was een van de teams die hiervan profiteerde.
In de tussentijd waren de rechten op het gebruik van de naam Fiorentina ook weer aangekocht, zodat er vanaf het seizoen 2003/04 wordt gespeeld onder (bijna) de oude naam ACF Fiorentina. Wel is er aan de afkorting 'AC' voor Fiorentina een 'F' toegevoegd als verwijzing naar Florentia Viola. De club eindigde als zesde en mocht op basis van die klassering een promotie/degradatie-duel spelen tegen de nummer 15 van de Serie A, Perugia. Het duel werd beslist in twee wedstrijden, die Fiorentina verrassend met 2-1 won, waarmee de beoogde terugkeer naar de Serie A in slechts twee seizoenen bereikt werd.
Door een 3-0-overwinning op Brescia op de laatste speeldag wist Fiorentina zich op onderling resultaat veilig te spelen. Desondanks stapte Dino Zoff op als trainer. Op 7 juni 2005 werd Cesare Prandelli als nieuwe trainer gepresenteerd. Het seizoen 2005/06 verliep voorspoedig voor Fiorentina en de club eindigde op de vierde plaats, een plek die recht geeft op een plaats in de voorronde van de UEFA Champions League. De goede resultaten waren voor een belangrijk deel te danken aan aanvaller Luca Toni, die met 31 doelpunten topscorer van de Serie A werd.
Vanwege het grootschalige Italiaans omkoopschandaal werd Fiorentina op 14 juli 2006 teruggezet naar de Italiaanse Serie B met 12 punten in mindering. Deze straf werd in hoger beroep succesvol aangevochten en Fiorentina bleef in de Serie A, maar kreeg 15 punten in mindering. Ondanks de 15 punten in mindering klom de club in het seizoen 2006/07 gestaag op de ranglijst om uiteindelijk op een zesde plaats te eindigen, wat recht gaf op deelname aan de strijd om de UEFA Cup voor het volgende seizoen. Op een geschoonde ranglijst zou Fiorentina als derde zijn geëindigd.
In het seizoen 2007/08 kwam Fiorentina in de eerste ronde van de UEFA Cup uit tegen het Nederlandse FC Groningen. De heenwedstrijd in de Euroborg eindigde in 1-1 en ook de terugwedstrijd in Stadio Artemio Franchi eindigde in 1-1. Nadat de verlenging ook geen doelpunten had opgeleverd, moesten penalty's uiteindelijk de beslissing brengen. Fiorentina won de penaltyserie met 4-3 en ging door naar de poulefase van de UEFA Cup.
In de groepsfase werd Fiorentina in een poule ingedeeld met Villarreal, AEK Athene, FK Mladá Boleslav en IF Elfsborg. Fiorentina speelde twee keer gelijk en won twee keer, van Mladá Boleslav (2-1) en van Elfsborg (6-1). Dit was genoeg voor een tweede plek in de poule en dus een plekje in de derde ronde. Hierin stuiten ze op Rosenborg BK, in de uitwedstrijd wint Fiorentina met 0-1 in de thuiswedstrijd wint Fiorentina met 2-1. Zo plaatste Fiorentina zich redelijk eenvoudig voor de achtste finales van de UEFA Cup, waarin het Everton uitschakelt. In de kwartfinale wordt het Nederlandse PSV verslagen (1-1 en 2-0), waarna Fiorentina in de halve finale strandt op Glasgow Rangers dat de strafschoppenserie na de verlenging beter neemt: 4-2.

## Sponsors
| Periode    | Kledingsponsor         | Shirtsponsor                        |
| ---------- | ---------------------- | ----------------------------------- |
| 1981–1983  | adidas                 | J.D.Farrow's                        |
| 1983–1985  | J.D.Farrow's           | Opel                                |
| 1985–1986  | NR                     | Opel                                |
| 1986–1988  | NR                     | Crodino                             |
| 1988–1989  | Abbigliamento Sportivo | Crodino                             |
| 1989–1991  | Abbigliamento Sportivo | La Nazione                          |
| 1991–1992  | Lotto                  | Giocheria                           |
| 1992–1993  | Lotto                  | 7Up                                 |
| 1993–1994  | Uhlsport               | 7Up                                 |
| 1994–1995  | Uhlsport               | Sammontana                          |
| 1995–1997  | Reebok                 | Sammontana                          |
| 1997–1999  | Fila                   | Nintendo                            |
| 1999–2000  | Fila                   | Toyota                              |
| 2000–2001  | Diadora                | Toyota                              |
| 2001–2002  | Mizuno                 | Toyota                              |
| 2002–2003  | Mizuno                 | Fondiaria-Sai                       |
| 2002–2003  | Garman                 | Fondiaria-Sai                       |
| 2002–2003  | Puma                   | Fondiaria-Sai                       |
| 2003–2004  | adidas                 | Fondiaria-Sai                       |
| 2004–2005  | adidas                 | Toyota                              |
| 2005–2010  | Lotto                  | Toyota                              |
| 2010–2011  | Lotto                  | Save the Children                   |
| 2011–2012  | Lotto                  | Mazda                               |
| 2012–2014  | Joma                   | Mazda                               |
| 2014–2015  | Joma                   | Volkswagen, Save the Children       |
| 2015–2016  | Le Coq Sportif         | Volkswagen, Save the Children       |
| 2016–2019  | Le Coq Sportif         | Vorwerk Folletto, Save the Children |
| 2019–2020  | Le Coq Sportif         | Mediacom                            |
| 2020–heden | Kappa                  | Mediacom                            |

## Erelijst
| Internationaal            |    |                                    |
| European Cup Winners' Cup | 1× | 1961                               |
| Mitropacup                | 1× | 1966                               |
| Copa EuroAmericana        | 1× | 2014                               |
| Coppa Grasshoppers        | 1× | 1957                               |
| Anglo-Italian League Cup  | 1× | 1975                               |
| Nationaal                 |    |                                    |
| Serie A                   | 2× | 1956, 1969                         |
| Coppa Italia              | 6× | 1940, 1961, 1966, 1975, 1996, 2001 |
| Supercoppa Italiana       | 1× | 1996                               |
| Serie B                   | 3× | 1931, 1939, 1994                   |
| Serie C                   | 3× | 2003                               |

## Eindklasseringen (grafisch)
- 1946 5e
Serie A
- 1947 17e
Serie A
- 1948 7e
Serie A
- 1949 10e
Serie A
- 1950 5e
Serie A
- 1951 5e
Serie A
- 1952 4e
Serie A
- 1953 7e
Serie A
- 1954 4e
Serie A
- 1955 5e
Serie A
- 1956 1e
Serie A
- 1957 2e
Serie A
- 1958 2e
Serie A
- 1959 2e
Serie A
- 1960 2e
Serie A
- 1961 7e
Serie A
- 1962 3e
Serie A
- 1963 6e
Serie A
- 1964 4e
Serie A
- 1965 4e
Serie A
- 1966 4e
Serie A
- 1967 5e
Serie A
- 1968 4e
Serie A
- 1969 1e
Serie A
- 1970 4e
Serie A
- 1971 13e
Serie A
- 1972 6e
Serie A
- 1973 4e
Serie A
- 1974 6e
Serie A
- 1975 8e
Serie A
- 1976 9e
Serie A
- 1977 3e
Serie A
- 1978 13e
Serie A
- 1979 7e
Serie A
- 1980 5e
Serie A
- 1981 5e
Serie A
- 1982 2e
Serie A
- 1983 5e
Serie A
- 1984 3e
Serie A
- 1985 9e
Serie A
- 1986 4e
Serie A
- 1987 10e
Serie A
- 1988 8e
Serie A
- 1989 7e
Serie A
- 1990 13e
Serie A
- 1991 12e
Serie A
- 1992 12e
Serie A
- 1993 16e
Serie A
- 1994 1e
Serie B
- 1995 10e
Serie A
- 1996 4e
Serie A
- 1997 9e
Serie A
- 1998 5e
Serie A
- 1999 3e
Serie A
- 2000 7e
Serie A
- 2001 9e
Serie A
- 2002 17e
Serie A
- 2003 1e
Serie C1
- 2004 6e
Serie B
- 2005 16e
Serie A
- 2006 9e
Serie A
- 2007 6e
Serie A
- 2008 4e
Serie A
- 2009 4e
Serie A
- 2010 11e
Serie A
- 2011 9e
Serie A
- 2012 13e
Serie A
- 2013 4e
Serie A
- 2014 4e
Serie A
- 2015 4e
Serie A
- 2016 5e
Serie A
- 2017 8e
Serie A
- 2018 8e
Serie A
- 2019 16e
Serie A
- 2020 10e
Serie A
- 2021 13e
Serie A
- 2022 7e
Serie A
- 2023 8e
Serie A
- 2024 8e
Serie A
- 2025 6e
Serie A

- Serie A
- Serie B
- Prima Divisione

## Eindklasseringen
| Seizoen | Competitie        | Niveau | Eindstand | Coppa Italia | Opmerking                                                                                        |
| ------- | ----------------- | ------ | --------- | ------------ | ------------------------------------------------------------------------------------------------ |
| 2000/01 | Serie A           | I      | 9         |              |                                                                                                  |
| 2001/02 | Serie A           | I      | 17        | 2e ronde     | Finalist Supercoppa > AS Roma: 0-3; Failliet                                                     |
| 2002/03 | Serie C2 Girone B | IV     | 1         | --           | meteen door naar Serie B o.b.v. sportieve verdienste in het verleden                             |
| 2003/04 | Serie B           | II     | 6         | --           | winnaar play-off laatste promotieplaats > Perugia Calcio: 2-1                                    |
| 2004/05 | Serie A           | I      | 16        | kwartfinale  |                                                                                                  |
| 2005/06 | Serie A           | I      | 9         | 8e finale    | terug gezet van 4 naar 9 i.v.m. Italiaans voetbalschandaal uit 2006; Ligatopscorer Luca Toni: 31 |
| 2006/07 | Serie A           | I      | 6         | 2e ronde     |                                                                                                  |
| 2007/08 | Serie A           | I      | 4         | kwartfinale  |                                                                                                  |
| 2008/09 | Serie A           | I      | 4         | 8e finale    |                                                                                                  |
| 2009/10 | Serie A           | I      | 11        | 8e finale    |                                                                                                  |
| 2010/11 | Serie A           | I      | 9         | 8e finale    |                                                                                                  |
| 2011/12 | Serie A           | I      | 13        | 8e finale    |                                                                                                  |
| 2012/13 | Serie A           | I      | 4         | kwartfinale  |                                                                                                  |
| 2013/14 | Serie A           | I      | 4         | Finale       | < SSC Napoli: 0-3                                                                                |
| 2014/15 | Serie A           | I      | 4         | halve finale |                                                                                                  |
| 2015/16 | Serie A           | I      | 5         | 8e finale    |                                                                                                  |
| 2016/17 | Serie A           | I      | 8         | kwartfinale  |                                                                                                  |
| 2017/18 | Serie A           | I      | 8         | kwartfinale  |                                                                                                  |
| 2018/19 | Serie A           | I      | 16        | halve finale |                                                                                                  |
| 2019/20 | Serie A           | I      | 10        | kwartfinale  |                                                                                                  |
| 2020/21 | Serie A           | I      | 13        | 8e finale    |                                                                                                  |
| 2021/22 | Serie A           | I      | 7         | halve finale |                                                                                                  |
| 2022/23 | Serie A           | I      | 8         | finale       | < Internazionale: 1-2                                                                            |
| 2023/24 | Serie A           | I      | 8         | halve finale | halve finale Supercoppa                                                                          |
| 2024/25 | Serie A           | I      | 6         | 8e finale    |                                                                                                  |

## Fiorentina in Europa
Fiorentina speelt sinds 1935 in diverse Europese competities. Hieronder staan de competities en in welke seizoenen de club deelnam. De edities die Fiorentina heeft gewonnen zijn dik gedrukt:
Fiorentina is recordhouder van 2 verliezende UEFA Conference league-finales (2022/23 en 2023/24).
- Champions League (3x)

1999/00, 2008/09, 2009/10
- Europacup I (2x)

1956/57, 1969/70
- Europa League (4x)

2013/14, 2014/15, 2015/16, 2016/17
- Conference League (4x)

2022/23, 2023/24, 2024/25, 2025/26
- Europacup II (5x)

1960/61, 1961/62, 1966/67, 1975/76, 1996/97
- UEFA Cup (12x)

1972/73, 1973/74, 1977/78, 1982/83, 1984/85, 1986/87, 1989/90, 1998/99, 2000/01, 2001/02, 2007/08, 2008/09
- Jaarbeursstedenbeker (5x)

1964/65, 1965/66, 1967/68, 1968/69, 1970/71
- Mitropacup (9x)

1935, 1960, 1962, 1965, 1966, 1967, 1972, 1975, 1977

## Spelers records
Top-5 meest gespeelde wedstrijden
| Nr. | Land   | Naam                 | Positie      | Periode   | Aantal |
| --- | ------ | -------------------- | ------------ | --------- | ------ |
| 1.  | Italië | Giancarlo Antognoni  | Middenvelder | 1972-1987 | 419    |
| 2.  | Italië | Giuseppe Brizi†      | Verdediger   | 1962-1976 | 373    |
| 3.  | Zweden | Kurt Hamrin†         | Aanvaller    | 1958-1967 | 358    |
| 4.  | Italië | Manuel Pasqual       | Verdediger   | 2005-2016 | 354    |
| 5.  | Italië | Giuseppe Chiappella† | Middenvelder | 1949-1960 | 345    |
| 5.  | Italië | Claudio Merlo        | Middenvelder | 1965-1976 | 345    |

Top-5 Doelpuntenmakers
| Nr. | Land       | Naam                | Periode   | Aantal |
| --- | ---------- | ------------------- | --------- | ------ |
| 1.  | Zweden     | Kurt Hamrin†        | 1958-1967 | 203    |
| 1.  | Argentinië | Gabriel Batistuta   | 1991-2000 | 203    |
| 3.  | Argentinië | Miguel Montuori†    | 1955-1961 | 77     |
| 4.  | Italië     | Giancarlo Antognoni | 1972-1987 | 72     |
| 5.  | Roemenië   | Adrian Mutu         | 2006-2011 | 69     |

Stand: 18-8-2025

## Bekende ex-spelers

### Nederlanders
- Kevin Diks
- André Roosenburg

### Spelers uit andere landen
- Marcos Alonso
- Giancarlo Antognoni
- Sofyan Amrabat
- Alberto Aquilani
- Davide Astori
- Gabriel Batistuta
- Jakub Błaszczykowski
- Giorgio Chiellini
- Juan Cuadrado
- Mounir El Hamdaoui
- Sebastien Frey
- Mario Gómez
- Robin Gosens
- Albert Guðmundsson
- Dávid Hancko
- Stevan Jovetić
- Luka Jović
- Adem Ljajić
- Yerry Mina
- Riccardo Montolivo
- Matija Nastasić
- Norberto Murara Neto
- Manuel Rui Costa
- Mohamed Salah
- Mario Suárez
- Stefan Savić
- Franck Ribéry
- Dušan Vlahović

## Rugnummer 13
Toenmalig Fiorentina-aanvoerder Davide Astori overleed op 4 maart 2018 op 31-jarige leeftijd in zijn slaap. Fiorentina maakte twee dagen later - net als Cagliari - bekend dat er als eerbetoon aan Astori nooit meer iemand anders met rugnummer dertien zou spelen voor de club.

## ACF Fiorentina Femminile
ACF Fiorentina Femminile is het vrouwenteam van de club. Het speelt in de Serie A voor vrouwen en werd kampioen van het seizoen 2016-2017.